# Oreoleuciscus angusticephalus
Oreoleuciscus angusticephalus es una especie de peces de la familia de los
Cyprinidae en el orden de los Cypriniformes.

## Morfología
- Los machos pueden llegar alcanzar los 23,8 cm de longitud total.[1]

## Reproducción
Tiene lugar entre mayo y junio.

## Alimentación
Los ejemplares inmaduros comen plancton y los adultoss peces.

## Hábitat
Es un pez de agua dulce y de clima templado.

## Distribución geográfica
Se encuentran en Asia: es una especie de pez endémica de Mongolia.